# Верхнекрасный
Верхнекра́сный — хутор в Каменском районе Ростовской области.
Входит в состав Красновского сельского поселения.

## Население
| 2010 |
| ---- |
| 263  |

## Улицы
- ул. Некрасова,
- ул. Платова,
- пер. Тихий,
- ул. Чехова.